# Ziyad al-Nakhalah
Ziyad Ruschdi an-Nachalah (àrab: زياد رشدي النخالة, Ziyād Ruxdī an-Naḫāla; Khan Yunis, 6 d'abril de 1953) és un militant palestí que ha estat el líder del Gihad Islàmic de Palestina (GIP). Es creu que viu al Líban o a Síria.

## Biografia
Ziyad al-Nakhalah va néixer el 6 d'abril de 1953 a Khan Yunis, a la Franja de Gaza, llavors sota l'ocupació egípcia. El seu pare va ser assassinat el 1956 durant la crisi de Suez. Al-Nakhalah es va formar com a professor a la ciutat de Gaza.

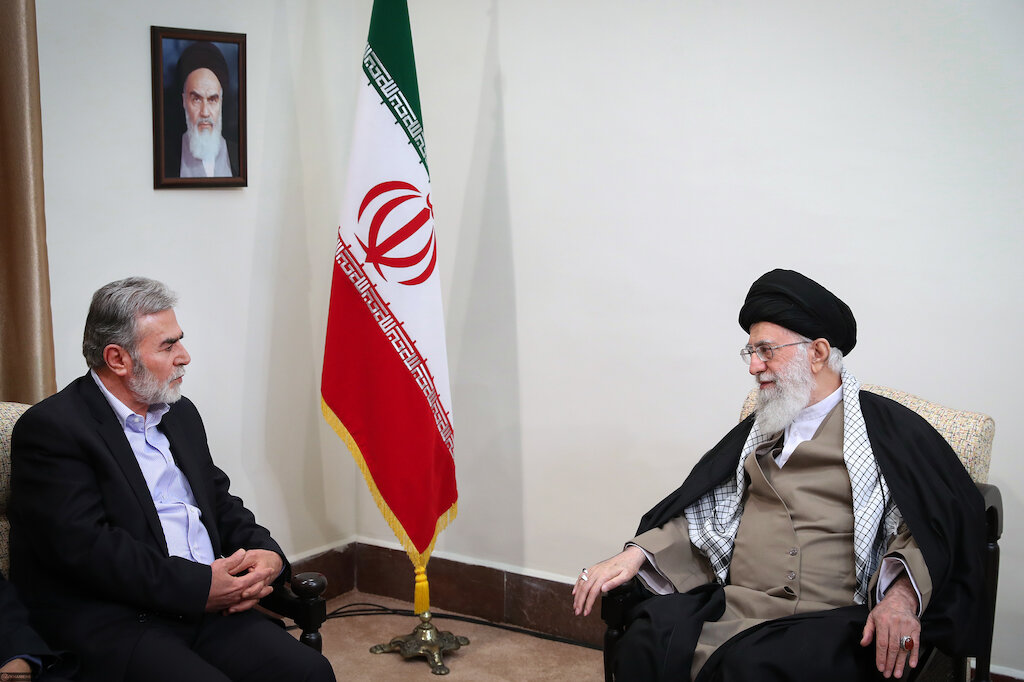
Ziyad Al-Nakhaleh amb Ali Khamenei el 2018.

El 1971, al-Nakhalah va ser condemnat a cadena perpètua a Israel a causa de les seves activitats militants amb el Front per l'Alliberament Àrab. Va ser un dels 1.150 presoners de seguretat alliberats per Israel el 21 de maig de 1985 en un intercanvi de presoners en virtut de l'Acord de Jibril.
Després del seu alliberament de la presó israeliana, el llavors secretari general de la GIP, Fathi Xikaki, va encarregar a al-Nakhalah d'establir a la Franja de Gaza l'ala militar del grup, les Brigades Al-Quds.[8] Al-Nakhalah va ser detingut de nou per Israel l'abril de 1988 pel seu paper durant la primera Intifada, i va ser exiliat al Líban l'agost de 1988 amb altres líders del IP.
Al-Nakhalah es va convertir en secretari general adjunt del GIP el 1995.
El 23 de gener de 2014, al-Nakhalah va ser declarat terrorista pels Estats Units (Terrorista Especialment Designat), la qual cosa va provocar la congelació dels seus béns i interessos als Estats Units. Els Estats Units també van oferir una recompensa de 5 milions de dòlars per tota informació que conduís a la seva captura.
Al-Nakhalah va ser elegit secretari general del GIP el 28 de setembre de 2018, succeint a Ramadan Xalah, que havia patit una sèrie d'ictus l'abril de 2018.